# Bolszewik (wyspa)
Bolszewik (ros. о́стров Большеви́к) – wyspa w archipelagu Ziemi Północnej, najbardziej wysunięta na południe część tego archipelagu. Zajmuje powierzchnię 11,3 tys. km² - stanowi drugą pod względem powierzchni wyspę archipelagu po Wyspie Rewolucji Październikowej. 
Wyspa ma charakter górzysty z najwyższymi szczytami osiągającymi 935 m n.p.m. Około 30% powierzchni wyspy pokrywa lodowiec. Pozostałą część porasta uboga roślinność tundrowa, głównie mchy i porosty.
Na wyspie znajduje się rosyjska baza arktyczna Prima.